# Yttre tvärleden
Yttre tvärleden var Dennispaketets samlingsbenämning på de utbyggnader av kringfartsleder som under 1990-talet planerades i Stockholms ytterområden. Till Yttre tvärleden räknades E18 Söderhall-Rösa, länsväg 265 Norrortsleden och Häggviksleden, E4 Västerleden (ny motorväg Häggvik-Skärholmen via Hjulsta och Ekerö), länsväg 259 Haningeleden (ny väg Masmo-Jordbro) och riksväg 73 Jordbro-Fors.